# 에스토루군
에스토루군(일본어: 恵須取郡)는 일본이 지배하던 시기의 사할린에 있던 군이다. 법적으로는 1949년 6월 1일, 국가 행정 조직법 시행에 따라 폐지되었다. 다음의 3개의 정, 1개의 촌을 포함한다.
- 진나이 정
- 우시로 촌
- 에스토루 정
- 도로 정